# Lijst van personen onderscheiden met het Ridderkruis van het IJzeren Kruis en het Pour le Mérite
Lijst van personen onderscheiden met het Ridderkruis van het IJzeren Kruis en het Pour le Mérite is een overzicht van personen die met beide hoge Duitse militaire onderscheidingen werden onderscheiden. Ze diende als onuitwisbare voorbeelden van dapperheid, trouw en plichtsbesef.
De onderscheiding Pour le Mérite werd in 1740 gecreëerd door Frederik de Grote (1712-1786). De militaire versie bestond tot 1918, de burgerlijke versie bestaat nog steeds. In het Engels wordt ze The Blue Max genoemd. Ook in Duitsland heeft de bijnaam "Der Blaue Max" ingang gevonden. 
Op 1 september 1939 werd het IJzeren Kruis opnieuw door Adolf Hitler ingesteld. Ditmaal was het geen militaire onderscheiding, maar een ridderorde. Het Ridderkruis van het IJzeren Kruis maakte onderdeel uit van de ridderorde.

## Overzicht
| Nr. | Afbeelding | Rang                        | Naam                                | Ridderkruis van het IJzeren Kruis                                                                                                | Pour le Mérite | Opmerking |
| --- | ---------- | --------------------------- | ----------------------------------- | --- | --- | --- |
| 1   |            | Reichsmarschall             | Hermann Göring (1893-1946)          | Op 30 september 1939 als Generalfeldmarschall en Opperbevelhebber van de Luftwaffe                                               | Op 2 juni 1918 als Oberleutnant en Führer van het Jagdstaffel 27                                                                      | Op 19 augustus 1940 werd Göring onderscheiden met het Grootkruis van het IJzeren kruis. Op 15 oktober 1946 pleegde Göring zelfmoord door een pil met cyaankali in te nemen.                          |
| 2   |            | General der Infanterie      | Kuno-Hans von Both (1884-1955)      | Op 9 juli 1940 als General der Infanterie en Commandant van het 1e Legerkorps                                                    | Op 10 april 1918 als Hauptmann en Führer I. Bataillon / Reserve-Infanterie-Regiment 90                                                | Both voerde het bevel over de Rückwärtiges Heeresgebiet Nord (vrij vertaald: Bevelhebber van het in de achterhoede gelegen legergebied noord). Hij maakte zich schuldig aan grootschalige holocaust. |
| 3   |            | Generalfeldmarschall        | Fedor von Bock (1880-1945)          | Op 30 september 1939 als Generaloberst en Opperbevelhebber van Heeresgruppe Nord                                                 | Op 1 april 1918 als Major i.G. en Ia in de Generale Staf van de Heeresgruppe Deutscher Kronprinz                                      | Op 3 mei 1945 raakte Bock zwaargewond tijdens een Britse luchtaanval op zijn auto in het noorden van Duitsland. Hij stierf de volgende dag.                                                          |
| 4   |            | Generalfeldmarschall        | Ernst Busch (1885-1945)             | Op 26 mei 1940 als General der Infanterie en Opperbevelhebber van het 16e Leger                                                  | Op 4 oktober 1918 als Hauptmann en Commandant II. Bataillon/ Infanterie-Regiment “Vogel von Falckenstein“ Nr. 56                      | Op 17 juli 1945 stierf hij in het Engelse krijgsgevangenenkamp van Aldershot. |
| 5   |            | Generalfeldmarschall        | Robert Ritter von Greim (1892-1945) | Op 24 juni 1940 als General der Flieger en Commandant van het V. Flieger-Korps                                                   | Op 14 oktober 1918 als Oberleutnant en Führer van het Jagdstaffel 34                                                                  | Op 24 mei 1945 pleegde hij zelfmoord in Salzburg, omdat hij vreesde uitgeleverd te worden aan de Sovjet-Unie.                                                                                        |
| 6   |            | General der Infanterie z.V. | Siegfried Haenicke (1878-1946)      | Op 17 september 1941 als Generalleutnant z.V. en Commandant van de 61e Infanteriedivisie                                         | Op 14 juni 1918 als Hauptmann en Führer van het 2e Bataljon / Infanterie-Regiment Nr.150 (1. Ermländisches)                           | Op 19 februari 1946 overleden in het Speziallager Nr. 1 Mühlberg. |
| 7   |            | Generalfeldmarschall        | Ferdinand Schörner (1892-1973)      | Op 20 april 1941 als Generalmajor en Commandant van de 6. Gebirgs-Division                                                       | Op 5 december 1917 als Leutnant der Reserve en Führer 12.Kompanie in het Königlich Bayerisches Infanterie-Leib-Regiment               | Schörner deserteerde en vloog met een Fieseler Fi 156 Storch naar Oostenrijk, waar hij op 18 mei 1945 door de Amerikanen werd gearresteerd.                                                          |
| 8   |            | Generaloberst               | Alfred Keller (1882–1974)           | Op 24 juni 1940 als General der Flieger en Kommandierender General van het IV. Fliegerkorps                                      | Op 4 december 1917 als Hauptmann en Commandant van het Bombengeschwaders 1 in het OHL                                                 | Keller was de Korpsführer van het NSFK. |
| 9   |            | Generalmajor                | Wolff von Stutterheim (1893-1940)   | Op 4 juli 1940 als Charakter als Generalmajor en Kommodore van het Kampfgeschwaders 77                                           | Op 5 december 1917 als Leutnant der Reserve en Regimentsadjutant van het Kaiser-Alexander-Garde-Grenadier-Regiment 1                  | In juni 1940 tijdens luchtgevechten boven Frankrijk zwaargewond geraakt. Op 3 december 1940 overleed in het ziekenhuis Charité in Berlijn aan de gevolgen daarvan.                                   |
| 10  |            | Generaloberst               | Ernst Udet (1896-1941)              | Op op 4 juli 1940 als General der Flieger en Generalluftzeugmeister en Chef des Planungsamtes / RLM                              | Op 9 april 1918 als Leutnant der Reserve en Führer der Jagdstaffel 4/ Jagdgeschwader Richthofen                                       | Op 17 november 1941 pleegde Ernst Udet zelfmoord door zich door het hoofd te schieten. |
| 11  |            | Generalleutnant             | Heinrich Kirchheim (1882-1973)      | Op 14 mei 1941 als Generalmajor en Hoofd van de speciale afdeling Libië van de OKH en Leider van de Italiaanse divisie "Brescia" | Op 13 oktober 1918 als Hauptmann en Commandant van het Jäger-Bataillon Nr. 10 (Hannoversches)                                         | Kierchheim was lid van het Ehrenhof des Heeres (militaire rechtbank) tegen de militaire samenzweerders van het Complot van 20 juli 1944.                                                             |
| 12  |            | Generalleutnant             | Otto Lancelle (1885-1941)           | Op 27 juli 1941 als Generalmajor en Commandant van de 121e Infanteriedivisie                                                     | Op 9 oktober 1918 als Hauptmann en Führer der II. Abteilung van het 2. Garde-Feldartillerie-Regiment                                  | Op 3 juli 1941 door een Russische scherpschutter gedood, hij was de eerste Wehrmachts-generaal die in Rusland sneuvelde. Het Ridderkruis van het IJzeren Kruis was een postume uitreiking.           |
| 13  |            | Generaloberst               | Bruno Loerzer (1891-1960)           | Op 29 mei 1940 als Generalleutnant en Kommandierender General van het II. Flieger-Korps                                          | Op 12 februari 1918 als Oberleutnant en Commandant van Jagdstaffel 26                                                                 | Loerzer was een NSFK-Obergruppenführer (luitenant-generaal) in de NSFK. |
| 14  |            | Generalleutnant             | Theodor Osterkamp (1892-1975)       | Op 22 augustus 1940 als Generalmajor en Jagdfliegerführer van Luftflotte 2                                                       | Op 2 september 1918 als Leutnant der Reserve in het Marineartillerie en Führer van het II. Marine-Feldjagdstaffel                     | Osterkamp behaalde als piloot in beide wereldoorlogen luchtoverwinningen. |
| 15  |            | Generalleutnant             | Johann von Ravenstein (1889-1962)   | Op 3 juni 1940 als Oberst en Commandant van het Schützen Regiment 4 van de 6e Pantserdivisie                                     | Op 23 juni 1918 als Oberleutnant en Commandant van het 1e Bataljon van het Füsilier-Regiment „von Steinmetz“ (Westpreußisches) Nr. 37 | De eerste generaal die krijgsgevangen is genomen tijdens de Tweede Wereldoorlog. |
| 16  |            | Generalfeldmarschall        | Erwin Rommel (1891-1944)            | Op 27 mei 1940 als Generalmajor en Commandant van de 7. Panzer-Division                                                          | Op 10 december 1917 als Oberleutnant en Commandant van een Kampfgruppe des württembg. Gebirgs-Bataillon                               | Pleegde op 14 oktober 1944 verplicht zelfmoord, na mogelijk betrokkenheid in het Complot van 20 juli 1944.                                                                                           |
| 17  |            | Generalmajor                | Karl Rothenburg (1894-1941)         | Op 3 juni 1940 als Oberst en Commandant van het Panzerregiment 25                                                                | Op 30 juni 1918 als Leutnant der Reserve en Kompanieführer in het 5. Garde-Regiment zu Fuß                                            | Op 28 juni 1941 gesneuveld tijdens Operatie Barbarossa. |
| 18  |            | Generalmajor                | Horst von Wolff (1886-1941)         | Op 10 oktober 1941 als Oberst en Commandant van het 478e Infanterieregiment, 258e Infanteriedivisie                              | Op 28 november 1917 als Hauptmann en Bataljonscommandant van het Reserve-Infanterie-Regiment 109                                      | Het Ridderkruis van het IJzeren Kruis was een postume uitreiking. |
| 19  |            | Generalmajor                | Siegfried Runge (1884-1945)         | Op 20 december 1941 als Oberst en Commandant van het Infanterie-Regiment 279, 95e Infanteriedivisie                              | Op 30 augustus 1918 als Hauptmann en Bataljonscommandant van het 2. Marine-Infanterie-Regiment                                        | In maart 1945 gesneuveld na een Amerikaanse artillerieaanval. |